# جورج ليكومت
جورج ليكومت (بالفرنسية: Georges Lecomte)‏ هو ناقد أدبي وكاتب مسرحي وصحفي وكاتب فرنسي، ولد في 9 يوليو 1867 في ماكون في فرنسا، وتوفي في 27 أغسطس 1958 في باريس في فرنسا.